# کندلی
کُندُلی (گرجی: კონდოლი) یک روستا در شهرداری تلاوی در گرجستان است.

## مردم
| سرشماری | جمعیت |
| ------- | ----- |
| ۲۰۰۲    | ۲۴۸۹  |
| ۲۰۱۴    | ۲۱۸۸  |